# Hemistichodus vaillanti
Hemistichodus vaillanti är en fiskart som beskrevs av Pellegrin, 1900. Hemistichodus vaillanti ingår i släktet Hemistichodus och familjen Distichodontidae. IUCN kategoriserar arten globalt som livskraftig. Inga underarter finns listade i Catalogue of Life.